# Massacro di Khaibakh

Bandiera della Repubblica del Nord Caucaso, 1919-1920

Il massacro di Khaibakh fu una esecuzione di massa della popolazione etnica cecena a Khaibakh, nella parte montagnosa della Cecenia da parte di forze sovietiche sotto il comando del colonnello del NKVD Mikhail Gveshiani. 
Il massacro ebbe luogo nel febbraio del 1944 durante l'Operazione Lentil (la deportazione in massa nel Kazakistan). Furono evacuati gli abitanti di 130 villaggi.